# Lernanthropus brevoortiae
Lernanthropus brevoortiae is een eenoogkreeftjessoort uit de familie van de Lernanthropidae. De wetenschappelijke naam van de soort is voor het eerst geldig gepubliceerd in 1887 door Rathbun.